# Carcross
Carcross is een kleine plaats van zo'n 300 inwoners in Yukon, Canada.
Het dorpje heette oorspronkelijk Caribou Crossing, (kariboe-kruispunt) naar de vele kariboes die hier voorbijkwamen. In 1904 is dit samengetrokken tot Carcross. De plaats groeide een beetje door de White Pass & Yukon Route die door deze plaats kwam.
In de Tweede Wereldoorlog was de plaats van groot strategisch belang voor het Amerikaanse en Canadese leger. Tegenwoordig is het gehucht voornamelijk een toeristische trekpleister en het eindpunt van de White Pass & Yukon Route.

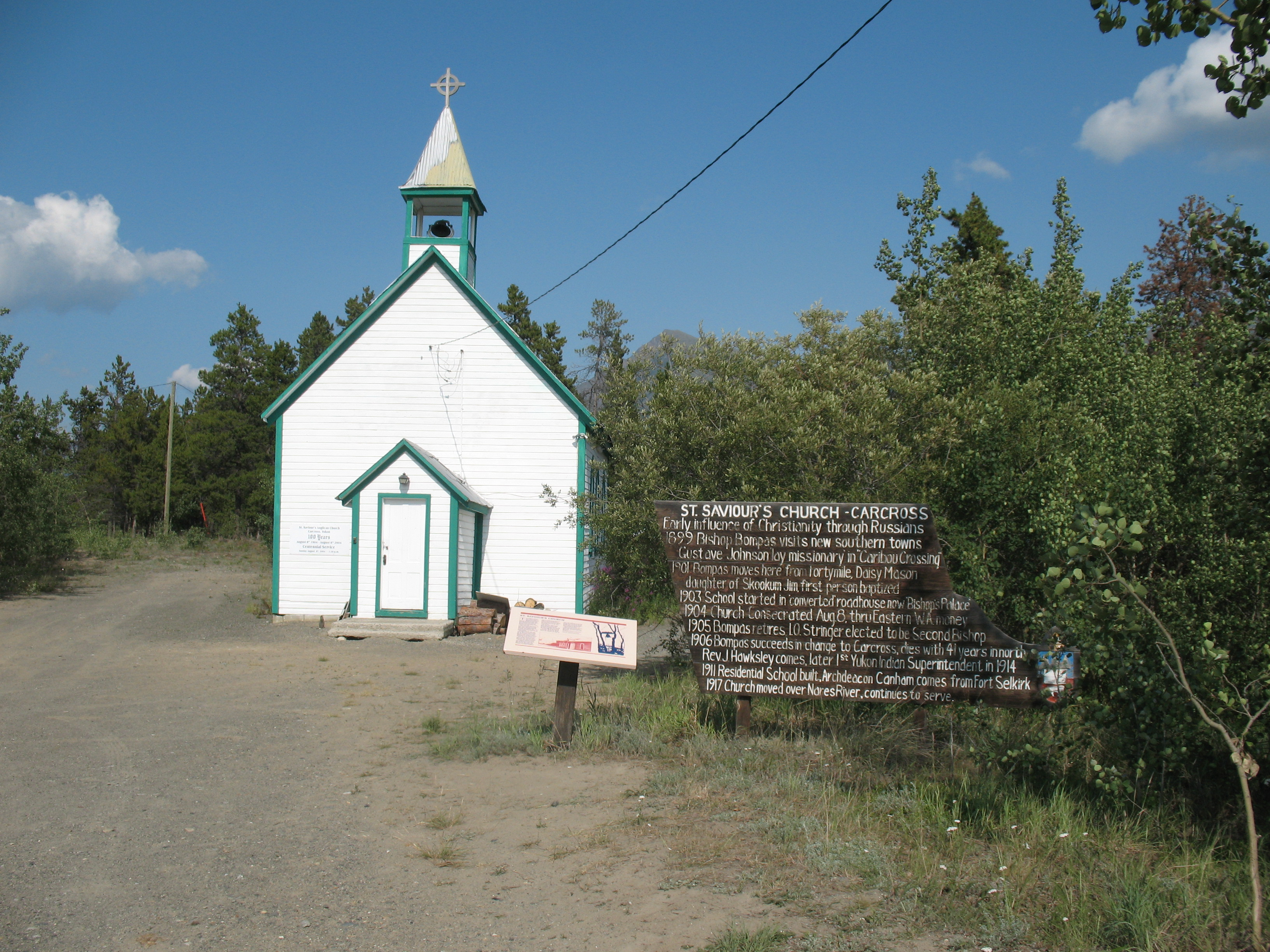
St Saviours Church